# Hangikjöt
L'hangikjöt  è un piatto tradizionale islandese a base di agnello.

## Etimologia e storia
L'hangikjöt, ovvero "carne appesa" in islandese, prende il nome dall'antica tradizione di appendere e affumicare della carne all'interno di un capannone per l'affumicatura dei cibi. Per tradizione, l'hangikjöt viene servito a Natale e, stando a un sondaggio, viene consumato da circa il 90% degli islandesi almeno una volta all'anno durante le festività.

## Caratteristiche
L'hangikjöt è un piatto a base di carne di agnello racchiusa in una rete, appesa, affumicata con legna di betulla islandese o sterco di pecora, bollita e servita calda o fredda a fette. L'hangikjöt può essere preparato utilizzando varie parti dell'agnello: una di quelle più comuni sono le zampe che, secondo molti, sono la parte migliore se presentano l'osso intero e una certa quantità di grasso. Altri invece preferiscono l''hangikjöt disossato e/o senza grasso. L'hangikjöt si accompagna con le patate in besciamella e i piselli verdi, o, quando è tagliato a fette sottili, lo si adagia su alcuni tipi di pane tradizionale islandese, come il flatkaka, il rúgbrauðo o il laufabrauð.

## Varianti
L'hangikjöt può presentare diversi gradi di affumicatura: ad esempio, quello venduto nei negozi di vendita al dettaglio è spesso leggermente affumicato, mentre il tvíreykt ("due volte affumicato"), che viene servito in fette sottilissime, ha un sapore più intenso in quanto sottoposto a un processo di annerimento da fumo che perdura per molti mesi.